# Horst Heine
Horst Heine (* 16. November 1930 in Karlsruhe; † 22. Juni 2015) war ein deutscher Arzt und Kardiologe. Von 1978 bis 1990 war er Direktor des Zentralinstituts für Herz-Kreislaufforschung der Akademie der Wissenschaften der DDR.

## Leben
Horst Heine absolvierte ein Studium der Medizin und promovierte 1959 an der Humboldt-Universität zu Berlin, an der er 1970 auch habilitiert wurde. Ab 1962 war er Oberarzt und später stellvertretender Direktor der zweiten Medizinischen Klinik der Berliner Charité. Im Jahr 1977 wurde er stellvertretender Direktor und ein Jahr später als Nachfolger von Rudolf Baumann Direktor des Zentralinstituts für Herz-Kreislaufforschung der Akademie der Wissenschaften der DDR in Berlin-Buch. Er leitete das Institut bis Juli 1990, sein Nachfolger wurde Karlheinz Richter. Der Akademie gehörte er ab 1984 als korrespondierendes Mitglied an, seit 1993 war er Mitglied der Leibniz-Sozietät der Wissenschaften.
Während seiner ärztlichen und wissenschaftlichen Tätigkeit war er unter anderem nationaler Koordinator für Herz-Kreislaufforschung und Mitglied des Rates für medizinische Wissenschaften.
Er leitete ein WHO-Collaborating Center für Forschung und Training auf dem Gebiet der Herz-Kreislaufkrankheiten und war bis Ende 1991 Mitglied des Expertenkomitees beim Generaldirektor der WHO für Herz-Kreislauf.
Er war Vorstandsmitglied der Gesellschaft für Kardiologie-Angiologie, der Gesellschaft für Innere Medizin und der CIANS, Redaktionsmitglied der Akademie-Zeitschrift Spektrum, der Zeitschrift für klinische Medizin, Cor Vas, CV World Report u. a.
Wissenschaftlich arbeitete er auf den Gebieten Physiologie des Blutes und des Kreislaufs, Diagnostik und Therapie der Arteriosklerose und auf dem Gebiet der präventiven Kardiologie.
Er publizierte über 200 wissenschaftliche Arbeiten, mehrere Bücher und Kapitel in Lehrbüchern.
Er war Mitglied des Rates für Kosmosforschung der Akademie der Wissenschaften und leitete von 1986 bis 1990 die Gruppe kosmische Biologie und Medizin.
Von 1991 bis zu seinem Tod arbeitete er gemeinsam mit seiner Ehefrau und zwei Töchtern in einer Gemeinschaftspraxis für Innere Medizin.
Auszeichnungen: Humboldt-Medaille in Gold, Maxim Zetkin Preis der Gesellschaft für klinische Medizin, Theodor-Brugsch-Preis, Verdienter Arzt des Volkes, VVO in Bronze, Staatspreis der UdSSR für Wissenschaft und Technik.

## Werke (Auswahl)
- Arterielle Gefässerkrankungen: Klinik und Prognose. Berlin 1972
- Mitarbeit am Handbuch der Gerontologie Berlin 1979
- Extracranielle zerebrale Arteriosklerose Berlin 1980
- Arterielle Durchblutungsstörungen, Aoertenbogensyndrom und ischämische Herzkrankheit Berlin 1980
- Angiologie in der ärztlichen Praxis. Jena 1981
- Ultraschalldiagnostik kardiovaskulärer Erkrankungen Berlin 1984
- Arteriosklerose und Thrombose: Diagnostik, Therapie, Prognose. Jena 1988